# Cố vấn nhà nước Myanmar
Cố vấn nhà nước Myanmar trên thực tế (de facto) là người đứng đầu chính phủ của Myanmar.

## Lịch sử
Chức vụ này được tạo ra vào ngày 6 tháng 4 năm 2016 để cho phép Aung San Suu Kyi có được một vai trò lớn hơn trong Chính phủ Myanmar. Liên minh Quốc gia vì Dân chủ của Aung San Suu Kyi giành được một chiến thắng vang dội trong cuộc tổng tuyển cử năm 2015 Myanmar nhưng bà bị hiến pháp cấm trở thành tổng thống Myanmar, vì chồng Michael Aris và hai đứa con của bà có quốc tịch Anh.
Dự luật để tạo ra chức vụ này được thông qua thượng viện vào ngày 01 Tháng 4 năm 2016 và hạ viện ngày 05 tháng 4 năm 2016, và được tổng thống Htin Kyaw ký vào ngày 6 tháng 4 năm 2016.
Đến ngày 11 tháng 2 năm 2021, Quân đội Myanmar đã bắt giữ Cố vấn nhà nước Aung San Suu Kyi và Tổng thống Win Myint, tuyên bố lật đổ chính phủ và đình chỉ hiến pháp. Chức vụ này bị bãi bỏ từ đây. Sau đó, Quân đội thành lập Hội đồng Hành chính Nhà nước (SAC) do Thống tướng quân đội Min Aung Hlaing làm chủ tịch, thay thế chính phủ và Chủ tịch SAC trở thành lãnh đạo chính phủ.
Đến ngày 1 tháng 8 năm 2021, chính quyền quân sự do Chủ tịch SAC Min Aung Hlaing lãnh đạo công bố sắc lệnh thành lập chính phủ tạm quyền. Theo đó, Tổng Tư lệnh quân đội Myanmar, Thống tướng Min Aung Hlaing đảm nhận cương vị Thủ tướng, còn Phó thống tướng Soe Win làm Phó thủ tướng, chức vụ Thủ tướng được tái lập.

## Vai trò và trách nhiệm
Chức vụ cố vấn Nhà nước có quyền lực tương tự như một Thủ tướng ở chỗ nó cho phép người giữ chức làm việc tại tất cả các lĩnh vực của chính phủ  và hoạt động liên kết giữa các chi nhánh thuộc hành pháp và lập pháp. Người giữ chức phục vụ vai trò này trong 5 năm, cùng một nhiệm kỳ như tổng thống.

## Danh sách Cố vấn chính phủ
| № | Hình | Tên (Sinh-Mất)           | Nhiệm kỳ           | Nhiệm kỳ           | Nhiệm kỳ        | Đảng                          | Nội các | Nội các  | Quốc hội |
| № | Hình | Tên (Sinh-Mất)           | Nhậm chức          | Mãn nhiệm          | Ngày            | Đảng                          | Nội các | Nội các  | Quốc hội |
| - | --- | ------------------------ | ------------------ | ------------------ | --------------- | ----------------------------- | ------- | -------- | -------- |
| 1 | | Aung San Suu Kyi (1945–) | 6 tháng 4 năm 2016 | 1 tháng 2 năm 2021 | 4 năm, 301 ngày | Liên minh Quốc gia vì Dân chủ | II      | NLD—Mil. | 2 (2015) |
| 1 | trước khi bị phế truất trong Đảo chính Myanmar 2021, bà đồng thời nắm cả chức vụ ngoại trưởng Myanmar và chánh văn phòng Tổng thống cũng như chủ tịch đảng cầm quyền, Liên minh Quốc gia vì Dân chủ. | Aung San Suu Kyi (1945–) |                    |                    |                 |                               |         |          |          |